# Eberhard Runge
Eberhard Runge (geb. vor 1518; gest. nach 1533) war ein deutscher Franziskaner und vorletzter Provinzialminister der Sächsischen Franziskanerprovinz vor der Reformation.

## Leben
Pater Eberhard immatrikulierte sich als Ordensgeistlicher des Hannoverschen Konvents der Franziskaner 1518 an der Universität Rostock. Er war promovierter Theologe und erscheint nach der Spaltung der Provinz Saxonia 1524 in der Provincia Saxonia Sanctae Crucis als Nachfolger des Ministers Gerardus Funk im Kloster Ribnitz, wo er von der späteren Äbtissin Ursula von Mecklenburg nach ihrer 1522 erfolgten Einkleidung zum Probejahr durch den Schweriner Weihbischof Dietrich Huls am 11. Juni 1525 die Profess entgegennahm. Am 22. Oktober war Runge wieder in Ribnitz, um die Witwe des Hamburger Ratsherrn Alke van Stenderen ebenfalls einzukleiden; ihre Tochter war bereits in diesem Kloster. Erneut ist er in Ribnitz zur Einkleidung der Magdalena Oldenburg am 18. November 1527 nachgewiesen. Bei der Weihe Ursulas zur Vicaria am 15. Juli 1528 nahm die Amtshandlung bereits sein Nachfolger als Provinzialminister, der promovierte Theologe Andreas Scheunemann vor. Allerdings waren seine beiden Amtsvorgänger Funk und Runge zugegen, was die Bedeutung der Zeremonie für den Orden zeigt. Ursula wurde später nach ihrer Schwester Dorothea von Mecklenburg Äbtissin des Klosters und hielt es bis 1583, kurz vor ihrem Tode 1586 katholisch. Runge war ab 1520 zugleich Dozent für Theologie an der Universität Rostock und erregte Krause zufolge 1525 in Mecklenburg viel Aufsehen, weil er mit Maultieren unterwegs war.
1532 erscheint Runge wieder in der Überlieferung der Stadt Hannover, wo er Prediger am bereits säkularisierten Franziskanerkloster war. Mit Billigung des Rates der Stadt beschimpfte er 1533 Reformatoren, namentlich auch Johannes Bugenhagen, und zog sich den Unwillen der Bürgerschaft der Stadt zu. Er musste wie alle Ordensbrüder aus der Stadt flüchten, womit sich seine Spur verliert.
Als Prediger des Barfüßer-Klosters in Hannover spielt Runge eine Rolle des zur Zeit der Reformation im Jahr 1533 in der Marktkirche angesiedelten Theaterstückes Aufruhr in der Marktkirche.